# Pavlo Tymosjtjenko
Pavlo Jurijovytj Tymosjtjenko (ukrainska: Павло Юрійович Тимощенко), född den 13 oktober 1986 i Kiev, är en ukrainsk modern femkampare.
Tymosjtjenko tog OS-silver i modern femkamp i samband med de olympiska tävlingarna i modern femkamp 2016 i Rio de Janeiro. Vid olympiska sommarspelen 2020 i Tokyo slutade Tymosjtjenko på 15:e plats i modern femkamp.